# Daniel Rolander
Daniel Rolander ( 1725, Hälleberga - 1793, Lund) fue un explorador, naturalista sueco, uno de los diecisiete apóstoles de Linneo.
Hizo sus estudios en la Universidad de Upsala, con la éjida de Carlos Linneo (1707-1778). Y este lo comisiona para explorar Surinam. Se enferma rápidamente y muestra los primeros signos de una afectación mental. Se ve obligado a volver a su país. Sus notas de sus siete meses de expedición se publican en 1811 con el título de Diarium surinamense, quod sub itinere exotico conscripsit Daniel Solander.
Rolander también hizo extensas observaciones zoológicas, enfatizando en insectos; exploró intensamente alrededor de Paramaribo y el río Surinam.

## Epónimos
Especies
- (Dilleniaceae) Doliocarpus rolandri J.F.Gmel.[1]
- (Moraceae) Ficus rolandri Miq.[2]
- (Moraceae) Urostigma rolandri Liebm.[3]

## Fuente
- (en inglés) Biografía en el Proyecto Carlos Linneo
- Pain, Stephanie. 2007. "El Apóstol Olvidado," New Scientist 195 (4 de agosto de 2007): 41-45.

- La abreviatura «Rol.» se emplea para indicar a Daniel Rolander como autoridad en la descripción y clasificación científica de los vegetales.[4]